# نوم (آلاسکا)
نوم (به انگلیسی: Nome) یکی از شهرهای ایالت آلاسکای آمریکاست. نوم در غرب آلاسکا قرار دارد، و در ۱۸۹۶ به واسطه کمپ معدن طلا بنیاد نهاده شد. و از سال ۱۸۹۹ تا ۱۹۰۳ مهم‌ترین شهر آلاسکا بود. این شهر اکنون در حدود ۵ هزار جمعیت دارد.